# Cyrtoptyx latipes
Cyrtoptyx latipes är en stekelart som först beskrevs av Camillo Rondani 1874.  Cyrtoptyx latipes ingår i släktet Cyrtoptyx och familjen puppglanssteklar. Inga underarter finns listade i Catalogue of Life.